# Termoelektrarna Toplarna Ljubljana
Termoelektrarna Toplarna Ljubljana (kratica TE-TOL) je največja klasična kogeneracija toplote in električne energije po oddani toplotni moči v Sloveniji. Deluje od leta 1966, ko je nadomestila mestno termoelektrano. Za proizvodnjo energije uporablja rjav premog in lesno biomaso.

## Proizvodnja
Na leto TE-TOL proizvede povprečno 1650 GWh toplotne energije in tehnične pare, s katero oskrbuje več kot 90 odstotkov potreb v sistemu daljinskega ogrevanja mesta Ljubljane. Količina proizvedene ogrevne toplote v TE-TOL-u predstavlja približno polovico vseh potreb po toplotni energiji v sistemih daljinskega ogrevanja Slovenije. Za primerjavo TEŠ letno odda povprečno 450 GWh toplote za ogrevanje Šaleške doline. 
Povprečna letna proizvodnja električne energije znaša 550 GWh, kar predstavlja 3% potreb v celotnem slovenskem merilu. Za primerjavo TEŠ letno proizvede povprečno 3.500 - 3.800 GWh električne energije. Ker je vsa električna energija v TE-TOLu proizvedena v soproizvodnji, ta delež predstavlja največji delež visokoučinkovite proizvodnje električne energije v Slovenije.
TE-TOL proizvaja tudi tehnološko paro in nudi sistemske storitve za elektroenergetski sistem Slovenije.
Za proizvodnjo energije uporablja premogovno tehnologijo v treh glavnih enotah (bloki 1, 2, 3), s skupno instalirano močjo: Električna moč: 124 megavatov (MW), Toplotna moč: 486 MW (od tega 350 MW v soproizvodnji).

## Energenti
Od leta 2002 je primarni energent TE-TOL-a rjav indonezijski premog (povprečna poraba 440.000 ton letno), ki je zaradi svojih tehnoloških lastnosti oziroma kakovosti glede na zakonske okoljske zahteve najprimernejši za kurjenje v njegovih kurilnih napravah (ima ustrezno visoko kurilno vrednost in nizki vsebnosti žvepla (pod 0,2 %) in pepela (1-3 %)).
Konec leta 2008 je TE-TOL v proizvodni proces uvedel obnovljiv vir energije – lesne sekance, ki nadomeščajo okoli 20 odstotkov premoga v bloku 3. Z uporabo lesnih sekancev (povprečna poraba 63.000 ton letno) je TE-TOL uspel zmanjšati izpuste ogljikovega dioksida (CO2) za 10 odstotkov na letni ravni. 
Z obstoječo premogovno tehnologijo na podlagi izvedenih posodobitev in kurilno-tehničnih ukrepov TE-TOL zagotavlja nizke izpuste toplogrednih plinov in več kot 18-odstotni prihranek primarne energije, kar je več od mejne 10-odstotne vrednosti, ki jo navaja evropska Direktiva 2004/8/ES. To TE-TOL  uvršča med visoko učinkovite soproizvodnje električne in toplotne energije. 

## Načrti
Leta 2014 bo TE-TOL skoraj polovico premoga nadomestil z zemeljskim plinom. S plinsko-parnim kombiniranim procesom, ki bo postopoma nadomestil bloka 1 in 2, bo še dodatno zmanjšal vplive na okolje, predvsem izpuste dušikovega oksida (NOx) in CO2 na enoto koristne energije, in podvojil proizvodnjo električne energije iz soproizvodnje. Pomemben prispevek bo občutiti tudi na nacionalni ravni, saj se bo povečala proizvodnja električne energije iz soproizvodnje ter instalirana moč za proizvodnjo električne energije v elektroenergetskem sistemu.

## Lastniška struktura
| 14,80 % | Republika Slovenija     |
| 85,20 % | JP Energetika Ljubljana |

## Skupna instalirana moč
| Toplotna moč   | 486 MW (od tega v soproizvodnji 350) |
| Električna moč | 124 MW                               |

## Možna letna proizvodnja
| Toplotna energija (Ogrevna toplota + tehnološka para) | 1.650 GWh |
| Električna energija                                   | 550GWh    |

## Povprečna letna proizvodnja 2005-2009
| Toplotna energija          | 1.252 GWh   |
| Električna energija        | 395 GWh     |
| Poraba energenta (premoga) | 440.000 ton |
| Poraba lesnih sekancev     | 63.000 ton  |

## Proizvodne enote
| Enota               | Primarni energent                 | Leto                       | Električna moč (MW) | Toplotna energija (MW) |
| ------------------- | --------------------------------- | -------------------------- | ------------------- | ---------------------- |
| Blok 1              | Premog                            | 1966                       | 42                  | 94                     |
| Blok 2              | Premog                            | 1967                       | 32                  | 94                     |
| Blok 3              | Premog in lesni sekanci (od 2008) | 1984 (rekonstrukcija 2008) | 50                  | 124                    |
| Plinsko-parna enota | Zemeljski plin                    | 2022 (nadomestek B1 in B2) | 139                 | 118                    |
| Vročevodni kotel 1  | Kurilno olje                      | 1980                       | -                   | 58                     |
| Vročevodni kotel 2  | Kurilno olje                      | 1984                       | -                   | 58                     |
| Parna kotla 1       | Kurilno olje                      | 1980                       | -                   | 17                     |
| Parna kotla 2       | Kurilno olje                      | 1980                       | -                   | 17                     |

Opomba: 
- vročevodna kotla in parna kotla služijo za pokrivanje potreb po toploti in tehnološki pari v primeru izpada ali remontov blokov.